# ريانغ يونغ غي
ريانغ يونغ-غي ((بالإنجليزية: Ryang Yong-gi)‏؛ مواليد 7 يناير 1982) لاعب كرة قدم كوري شمالي ياباني المولد. يجيد اللعب في مركز الوسط مع منتخب كوريا الشمالية الوطني ونادي فيغالتا سنداي في الدوري الياباني.

## روابط خارجية
- ريانغ يونغ غي على موقع الاتحاد الدولي (مؤرشف)  (الإنجليزية)
- ريانغ يونغ غي على موقع رابطة كرة القدم اليابانية للمحترفين (اليابانية)
- ريانغ يونغ غي على موقع إي إس بي إن إف سي (الإنجليزية)
- ريانغ يونغ غي على موقع قاعدة بيانات كرة القدم.إي يو (الإنجليزية)
- ريانغ يونغ غي على موقع ناشيونال فوتبول تيمز (الإنجليزية)
- ريانغ يونغ غي على موقع Soccerway.com (الإنجليزية)
- ريانغ يونغ غي على موقع عالم كرة القدم.نت (الإنجليزية)